# فرودگاه صحرایی مویگلار
فرودگاه صحرایی مویگلار (به انگلیسی: Moyglare Airfield) (به زبان بومی: (Ryan's Strip)) یک فرودگاه است که یک باند فرود چمن دارد و طول باند آن ۵۴۰ متر است. این فرودگاه در کشور ایرلند قرار دارد و در ارتفاع ۶۰ متری از سطح دریا واقع شده‌است.